# Pethampalayam
Pethampalayam è una suddivisione dell'India, classificata come town panchayat, di 7.132 abitanti, situata nel distretto di Erode, nello stato federato del Tamil Nadu. In base al numero di abitanti la città rientra nella classe V (da 5.000 a 9.999 persone).

## Geografia fisica
La città è situata a 11° 21' 31 N e 77° 34' 04 E.

## Società

### Evoluzione demografica
Al censimento del 2001 la popolazione di Pethampalayam assommava a 7.132 persone, delle quali 3.599 maschi e 3.533 femmine. I bambini di età inferiore o uguale ai sei anni assommavano a 663, dei quali 344 maschi e 319 femmine. Infine, coloro che erano in grado di saper almeno leggere e scrivere erano 3.517, dei quali 2.159 maschi e 1.358 femmine.